# 沙溪站
沙溪站是广州地铁18号线的一个车站，位於中国广东省广州市番禺区沙滘岛番禺大桥与沙溪大道交汇处西北侧的地底。车站于2021年9月28日随18号线开通而启用。

## 车站结构
沙溪站为地下四线岛式越行车站，并在左线隧道设置了站后故障停车线。车站全长880.05米，其中车站主体总长465.35米，标准段宽34.1米；停车线主体总长414.7米，标准段宽13.2米。

### 车站楼层
为了配合车站两端的路轨过江深度要求，本站共设有三层，其中地面为出入口，周边为番禺大桥、沙溪大道以及其它建筑；地下一层为南北两个缓冲平台；地下二层为站厅；地下三层为18号线站台。
| 地下一层 | 北缓冲层                   | 来往出入口及站厅 安檢設施                |  |  |
|          | 南缓冲层                   | 来往出入口及站厅 安檢設施                |  |  |
| 地下二层 | 站廳                       | 售票機、客服中心、商店、警務室、安檢設施 |  |  |
| 地下三层 |                            | █18号线 越行路軌                         |  |  |
|          | 1 站台                     | █18号线 冼村方向（下站：龙潭）           |  |  |
|          | 岛式站台（卫生间、母婴室） |                                          |  |  |
|          | 2 站台                     | █18号线 万顷沙方向（下站：南村万博）     |  |  |
|          |                            | █18号线 越行路軌                         |  |  |

### 站厅
沙溪站站厅設有自动售票機及智能客務中心。
为方便行人进出，沙溪站站厅中央被划分为收费区，收费区内设有多组扶手电梯，楼梯和专用电梯可供乘客前往18号线站台。

### 站台
本站在地下三层设有一个岛式月台，位于华南快速干线高架桥西侧地底。本站的卫生间和母婴室设于站台南端。
本站作為18號線快慢車越行站，因此設有四條路軌，內側兩條路軌供普通車停靠供乘客上下車使用；外側兩條路軌則專供快車使用，在本站越過普通車，沒有設置任何上下車設施。同時內側和外側路軌之間以牆壁分隔，屆時乘客在月台上並不會看見快車越過本站的情景。
另外，本站以北的站线与21號線的神舟路站類似，內側兩條路軌在車站北端以一條單渡線連接；2號月台的路軌往北延伸數百米，形成一條存車線。當18號線出現故障时，列車可在本站折返，以本站為臨時終點站。

### 出入口
沙溪站目前设有6个出入口供乘客进出，未来还将在番禺大桥东侧设置A2口。
|                                           |                                                       |      |          |                                                 |
| 编号                                      | 设施                                                  | 照片 | 出口指示 | 建议前往的目的地                                |
| A1                                        | 盲道标志 · 扶手电梯标志                               |      | 沙溪大道 |                                                 |
| B                                         | 盲道标志 · 升降机标志 · 无障碍通道标志 · 扶手电梯标志 |      | 东华路   |                                                 |
| C                                         | 扶手电梯标志                                          |      | 东华路   |                                                 |
| D                                         | 扶手电梯标志                                          |      | 东华路   |                                                 |
| E1                                        | 盲道标志 · 扶手电梯标志                               |      | 沙溪大道 | 公交：地铁沙溪站（E1出口）站（西行）            |
| E2                                        | 盲道标志 · 扶手电梯标志                               |      | 沙溪大道 | 南方沙溪五金酒店用品城 公交：地铁沙溪站（东行） |
| 註： 設有 \| 設有 \| 設有 \| 設有扶手電梯 |                                                       |      |          |                                                 |

## 接驳交通
沙溪站旁设有沙溪地铁站和地铁沙溪站（E1出口）公交车站。
| 公交线路 \| 编号 \| 编号 \| 线路 \| 线路 \| 线路 \| 收费 \| 备注 \| \| ------ \| ----------------- \| ------------------ \| ---------------------------- \| ---------- \| ---- \| ---------- \| \| \| 90 \| 兴民路（天汇广场） \| ⇆ \| 沙溪大道东 \| 2元 \| \| \| \| 番182 \| 沙溪大道东 \| ⇆ \| 周山岗 \| 2元 \| \| \| \| 番185 \| 沙溪大道东 \| 全程 ⇆ \| 石壁一村 \| 2元 \| \| \| 短线 ⇆ \| 番185 \| 沙溪大道东 \| 地铁会江站（巨大创意产业园） \| \| 2元 \| \| \| \| 番191 \| 地铁厦滘站 \| ⇆ \| 沙溪大道东 \| 1元 \| \| \| \| 公交地铁接驳专线4 \| 海龙湾 \| ⇆ \| 沙溪大道东 \| 2元 \| 20–30分/班 \| |                   |                    |                              |            |      |            |
| 编号 | 编号              | 线路               | 线路                         | 线路       | 收费 | 备注       |
| | 90                | 兴民路（天汇广场） | ⇆                            | 沙溪大道东 | 2元  |            |
| | 番182             | 沙溪大道东         | ⇆                            | 周山岗     | 2元  |            |
| | 番185             | 沙溪大道东         | 全程 ⇆                       | 石壁一村   | 2元  |            |
| 短线 ⇆ | 番185             | 沙溪大道东         | 地铁会江站（巨大创意产业园） |            | 2元  |            |
| | 番191             | 地铁厦滘站         | ⇆                            | 沙溪大道东 | 1元  |            |
| | 公交地铁接驳专线4 | 海龙湾             | ⇆                            | 沙溪大道东 | 2元  | 20–30分/班 |

## 历史
2014年在南沙快线规划提出时，便设有沙溪站。2016年初，为满足18号线可在30分钟内跑完全程的要求，地铁公司一度取消沙溪站的规划，引发沙溪等地区居民不满，居民向广州市发改委致信；后来地铁公司恢复设置沙溪站，相关规划亦于次年获得批复。
2020年10月，本站主体结构封顶。
2021年9月28日，本站随18号线首通段開通運營而启用。
2022年10-11月疫情期间，本站曾受防控措施影响，于11月28日至11月30日下午暂停服务。
2024年7月4日下午，疑似因本站旁边的沙溪村旧改项目资金链断裂影响，该村村民前去信访，随后在出地铁站途中遭公安盘查与带离。事件亦导致地铁站在晚高峰时段关闭，列车不停站通过，直至19点53分时重新开站，但C、E1口维持关闭。21点21分，广州地铁再度通报，除靠近村口的B、C口外，其他口正常开放。